# ゾイ・パレオロギナ
ゾイ・パレオロギナまたはゾエ・パレオロギナ（ギリシア語: Ζωή Παλαιολογίνα, 1440年から1449年の間、または1455年頃 - 1503年4月7日）は、モスクワ大公イヴァン3世の2番目の妃。最後のビザンツ皇帝コンスタンティノス11世パレオロゴスの姪にあたる。ロシア名ソフィヤ・フォミーニチナ・パレオローク（ロシア語: Софи́я Фоми́нична Палеоло́г）。

## 生涯
マヌエル2世パレオロゴス皇帝の息子で、モレアス専制公を務めるソマス・パレオロゴスとその妻カテリーナ・ザッカリアの末娘として生まれた。1460年、オスマン帝国のスルタン・メフメト2世によってモレアが征服されると、ゾイは2人の兄たちと一緒にローマに亡命した。ゾイはローマでソフィア（ロシア式ではソフィヤ）と改名した。ソフィヤは正教徒として生まれたが、おそらくローマでカトリックに改宗したものと思われる。
1469年、ソフィヤは正教会とカトリック教会の再統一を目論むローマ教皇パウルス2世から、ロシア君主イヴァン3世との結婚を勧められ、これを承諾した。ソフィヤは大勢の従者を引き連れてロシア入りし、プスコフ市で盛大な歓迎行事が催され、ソフィヤも民衆に感謝の言葉を贈った。ソフィヤは最初の妻マリヤ・ボリソヴナを亡くしていたイヴァン3世と、1472年11月12日に生神女就寝大聖堂（ウスペンスキー大聖堂）で結婚式を挙げた。ギリシャ人のヨハンネス・ベッサリオン枢機卿が教会合同を提案するためロシアにやってきたが、この合同は実現しなかった。
後年、ソフィヤは夫の政治決定に大きな影響力を持つようになった。大公妃は「如才ない」性格と言われ、イヴァン3世はソフィヤの言うがままになっているとも噂されていた。結婚した1472年、ソフィヤは夫がモンゴル系の近隣の諸王たちに貢物をして機嫌を取っていることに衝撃を受け、夫を説得してモンゴル人への貢納を1480年までには完全に止めさせた、とされる。またソフィヤは初めてモスクワのクレムリン宮廷にビザンツ式の儀式と煩雑な宮廷儀礼を持ちこんだ人物だと考えられている。またソフィヤはモスクワを「第三のローマ」とする思想を気に入っていた。当時のロシアの王族や貴族の女性は公の場から隔離された生活を送る決まりであったが、ソフィヤはこの習慣に従わなかった。大公妃は「女部屋」に閉じ込められなかっただけでなく、西ヨーロッパの王妃たちと同様に外国使節の謁見に応じていた。
晩年、ソフィヤは自分の産んだ息子ヴァシーリーを夫の後継者に付けるよう画策し、夫と先妻との間に生まれたイヴァン・マラドイの遺児ドミトリー・ヴヌクを排除した。

## 子女
ソフィヤはイヴァン3世とのあいだに9人の子女をもうけた。
- フェオドーシヤ（1475年 - ?）
- エレナ（1476年 - 1513年） - ポーランド王、リトアニア大公アレクサンデルと結婚
- ヴァシーリー3世（1479年 - 1533年） - モスクワ大公
- ユーリー（1480年 - 1536年） - ドミトロフ公
- ドミトリー（1481年 - 1521年） - ウグリチ公
- フェオドーシヤ（1485年 - 1505年） - ヴァシーリー・ホルムスキー公と結婚
- セミョン（1487年 - 1518年） - カルーガ公
- アンドレイ（1490年 - 1537年） - スターリツァ公
- エヴドキヤ（1492年以前 - 1513年） - カザン・ハン国の君主イブラーヒームの息子フダイ＝クル（ピョートル・イブラヒモヴィチ）と結婚